# Vodule
Vodule so razloženo naselje v Občini Šentjur. Nahajajo se v severozahodnem delu Voglajnskega gričevja, v povirju potoka Pešnice, v njegovi dolini in na prisojnih pobočjih pod razglednim slemenom Uršlje (461 mnm).
Dostop je po lokalni cesti iz Dramelj. Na južni strani so strmi vinogradi, proti severu pa se relief bolj blago spušča v dolino, zato tam prevladujejo travniki, osoje pa so porasle z listnatimi gozdovi. Vrh slemena stoji poznobaročna, nekdaj romarska podružnična cerkev sv. Uršule.

## Toponim
Staro ime naselja, v rabi do 1955, je bilo »Sveta Uršula«. Tako kot preimenovanje mnogih drugih krajev po Sloveniji v povojnem času je bilo tudi preimenovanje v Vodule del obsežne kampanje oblasti, da se iz toponimov slovenskih krajev odstranijo vsi religiozni elementi.